# Mechanik zabiják: Vzkříšení
Mechanik zabiják: Vzkříšení (v anglickém originále Mechanic: Resurrection) je americký akční filmový thriller z roku 2016, který režíroval Dennis Gansel. Scénář napsali Philip Shelby a Tony Mosher podle námětu Shelbyho a Briana Pittmana. Jedná se o pokračování filmu Mechanik zabiják z roku 2011, který byl remakem stejnojmenného filmu z roku 1972. Ve filmu hrají Jason Statham, Tommy Lee Jones, Jessica Alba a Michelle Yeoh.
Film s rozpočtem 40 milionů dolarů měl premiéru 22. srpna 2016 a do kin byl ve Spojených státech uveden 26. srpna 2016. Od kritiků se dočkal vesměs negativních recenzí, ale celosvětově utržil 125 milionů dolarů, čímž zastínil celkové tržby prvního dílu.

## Děj
Po zfingované smrti žije Arthur Bishop pod jménem Santos v Riu de Janeiru. Jednoho dne ho osloví Renee Tran, která zná jeho pravou identitu a sdělí mu, že její zaměstnavatel chce, aby zabil tři cíle a jejich smrt naaranžoval jako nehody. Bishop uteče a skrývá se na ostrově v Thajsku u své známé Mei.
Zanedlouho se na ostrově objeví zbité žena Gina Thorntonová. Mei ji poskytne pomoc, ale když zjistí, že je napadána mužem na zakotvené lodi, upozorní Bishopa. Společně Ginu zachrání a muž při potyčce umírá. Bishop zjistí, že Gina je propojena s Riahem Crainem – tím samým mužem, který si objednal vraždy. Uvědomí si, že Crain záměrně poslal Ginu, aby se s ní sblížil a mohl ji pak použít jako rukojmí.
Po několika dnech Gina přizná, že Crain vyhrožuje dětskému útulku, který vede v Kambodži. Bishop se do ní zamiluje, ale následně jsou oba uneseni Crainovými muži.
Crain drží Ginu jako záruku, že Bishop splní zakázky. První cíl, válečný zločinec Krill, je uvězněn v Malajsii. Bishop se nechá zatknout, získá jeho důvěru a následně ho zabije předávkováním hadím jedem. Poté uteče s pomocí Crainových lidí.
Druhý cíl je miliardář Adrian Cook ze Sydney, bývalý obchodník s dětmi. Bishop pronikne do jeho bytu, rozbije dno jeho visutého bazénu a Cook zemře po pádu.
Při hovoru o třetím cíli Crain dovolí Bishopovi mluvit s Ginou. Ta nenápadně posune kameru, díky čemuž Bishop identifikuje Crainovu loď. Pokusí se Ginu zachránit, ale je neúspěšný.
Třetí cíl, obchodník se zbraněmi Max Adams z Bulharska, je Crainovým konkurentem. Bishop ho kontaktuje, varuje a navrhne spolupráci. Společně fingují Adamovu smrt a Bishop informuje Craina o splnění mise.
Na místě určeném k předání těla Bishop zlikviduje většinu Crainových mužů a dostane se na jeho loď. Zachrání Ginu, loď je však naložena výbušninami. Ginu pošle v záchranné kapsli pryč, porazí Craina a přiváže ho k lodi. Následuje exploze, která zabije Craina a zřejmě i Bishopa.
Gina je zachráněna a vrací se do Kambodže. Krátce nato se překvapená setkává s Bishopem – přežil díky úkrytu v kotevní komoře. Adams, který zjistil pravdu, zničí důkazy na oplátku za to, že mu Bishop ušetřil život.

## Obsazení
- Jason Statham jako Arthur Bishop
- Jessica Alba jako Gina Thornton
- Tommy Lee Jones jako Max Adams
- Michelle Yeoh jako Mei
- Sam Hazeldine jako Riah Crain
- John Cenatiempo jako Jeremy Cocs
- Toby Eddington jako Adrian Cook
- Femi Elufowoju Jr. jako Marlon Krill
- Francis Tonkala Tamouya jako Nuujib "The Slender Psycho"
- Rhatha Phongam jako Renee Tran, Crainův kurýr
- Anteo Quintavalle jako Frank, Crainův hromotluk
- Aaron Brumfield jako Adamsův šéf ochranky
- Vithaya Pansringarm jako ředitel věznice
- Soji Ikai jako hubený vězeň
- Natalie Burn jako reportérka BBC
- Raicho Vasilev jako Fletcher, Crainův strážný (neuveden)
- Dylan Farrell jako mladý Arthur Bishop (neuveden)